# Tessa Albertson
Pour les articles homonymes, voir Albertson.
Tessa Albertson, née le 13 août 1996 à New York aux États-Unis, est une actrice américaine surtout connue pour avoir joué le rôle d'Alex Faustner dans le film November Criminals et pour avoir joué le rôle de Caitlin Miller dans la série télévisée Younger.

## Biographie
Tessa Albertson est originaire de New York. Ses parents sont tous deux américains. C'est en 2008 que sa carrière a réellement démarrée en jouant le rôle d'Alice dans le film américain Phoebe in Wonderland aux côtés de Elle Fanning et Bailee Madison. Quelques années plus tard, en 2012, elle obtient le rôle d'Isabella dans le film dramatique de Henry Alex Rubin, Disconnect aux côtés de Jason Bateman et Hope Davis.
En 2014, elle obtient l'un des rôles principaux dans le film Bambi Cottages aux côtés de Molly Shannon et Paul F. Tompkins. Elle y joue le rôle de Veronica Burke. Cette même année, elle a été annoncée au casting de la nouvelle série Younger de Darren Star, le créateur de Sex and the City, qui sera diffusée sur TV Land. Elle y joue le rôle de Caitlin Miller, la fille du personnage principal.
En 2015, elle joue dans deux films dont l'un est About Ray aux côtés de Elle Fanning et Naomi Watts et dans le film November Criminals aux côtés de Chloë Grace Moretz et Ansel Elgort, où elle interprète le rôle d'Alex Faustner.
En 2016, l'actrice jouera le rôle de Tilda dans le film Untitled Joshua Marston Project aux côtés de Michael Shannon et Rachel Weisz. Elle a aussi participé à la comédie musicale Shrek the Musical en jouant le rôle de Fiona lorsqu'elle était encore adolescente.

## Filmographie

### Cinéma
- 2008 : Phoebe in Wonderland de Daniel Barnz : Alice
- 2012 : Disconnect de Henry Alex Rubin : Isabella
- 2013 : Shrek the Musical de Michael John Warren : Princesse Fiona (adolescente)
- 2014 : Bambi Cottages de Phil Traill : Veronica Burke
- 2015 : About Ray de Gaby Dellal : Spoon
- 2015 : The Board de David Shane (court métrage) : Jenn
- 2016 : Identities de Joshua Marston : Tilda
- 2016 : Barry de Vikram Gandhi : Tina
- 2017 : November Criminals de Sacha Gervasi : Alex Faustner
- 2017 : Blame de Quinn Shephard : Ellie Redgrave

### Télévision
- 2014 : Bambi Cottages (téléfilm) : Veronica Burke
- 2015-2021 : Younger : Caitlin Miller (18 épisodes)
- 2016 : The Good Wife : Sam
- 2018 : New York, unité spéciale : Alicia Beck (saison 20, épisode 9)
- 2019 : Instinct : Shayla
- 2019 : The Family : Sœur de Potomac Point (3 épisodes)
- 2021 : Generation : Natalia